# Нагорная улица (Самара)
Улица Наго́рная — улица в Самаре, проходящая в двух районах Промышленном и Кировском. Своё начало берёт от улицы XXII Партсъезда и пересекает множество улиц: Лозовую, Охотничью, Аткарскую, улицу Украины, Спартаковскую, Сокольническую, Средне-Садовую, улицу Александра Матросова, Ново-Вокзальную, Гвардейский переулок, Роторный переулок, улицу Калинина, Воронежскую, Красносельскую, Путиловскую, Моршанскую, Краснодонскую, проспект Кирова, Минскую, Кромскую, Угличскую, Майскую, Ливенскую, Болховскую, Советскую, Карачаевскую, Ломский переулок, Ташкентский переулок и заканчивается улицей Пугачёвской. Имеет относительную протяжённость 3,6 км.

## История
До 1949 года называлась Седьмая улица Безымянки.
В 1888 году была открыта главная достопримечательность этой улицы — Самарская психиатрическая больница, которая находилась на территории Тома́шева Колка́.
Один из самых старых домов — трёхэтажный многоквартирный дом № 19, который был построен в 1934 году. Остальная застройка жилыми домами длилась постепенно на протяжении многих лет с 1950-х годов по 2000-е. Некоторые дома уже были построены в XXI веке.
В 1954 году был построен Самарский строительно-металлургический колледж.
В 1965 году открылся детский сад № 306.
А в 1967 году появился Самарский пансионат для детей-инвалидов (детский дом-интернат для умственно отсталых детей).
В 1976 году начал свою работу детский сад № 110.
В начале 1990-х годов территория около пересечения Нагорной и проспекта Кирова была отдана под Свято-Воскресенский мужской монастырь.

## Транспорт и ближайшие остановки
Нагорная не является проезжей для общественного транспорта. Ближайшие остановки к ней:
- XXII Партсъезда (ул. Ставропольская)
  - Трамвай: 2, 7, 11, 12, 13, 19, 21, 23
  - Маршрутное такси: 295
- Школа (ул. Ставропольская)
  - Трамвай: 7, 11, 12, 13, 19, 21
  - Маршрутное такси: 295
- Ставропольская (ул. А. Матросова)
  - Автобус: 38к, 38м
- Нагорная (ул. Ново-Вокзальная)
  - Автобус: 38к, 38 м, 55, 55к, 55н
  - Трамвай: 7, 11, 12, 19
  - Маршрутное такси: 205, 272, 295
- Воронежская (ул. Ставропольская)
  - Трамвай: 13, 21
- Ставропольская (пр. Кирова)
  - Автобус: 6, 9, 9к, 29, 41, 47, 51, 51к
  - Троллейбус: 4, 4к, 8, 9, 12, 13, 18, 20
  - Маршрутное такси: 4, 203, 213, 226, 261
- Ставропольская (ул. Советская)
  - Трамвай: 21, 24, 24к, 25

## Здания и сооружения
- № 15 — Самарский пансионат для детей-инвалидов
- № 21 — Кроха (частный детский сад)
- № 33 — Детский сад № 110
- № 78 — Самарская областная клиническая психиатрическая больница
- № 88, № 130 — Городская больница № 8
- № 120 — Игуменский корпус Свято-Воскресенского мужского монастыря
- № 128 — Самарский металлургический колледж
- № 136а — Средне-Поволжское управление Федеральной службы по экологическому, технологическому и атомному надзору
- № 143 — Стоматологическая клиника доктора Рахимова
- № 203а — Детский сад № 306

Историческая застройка на Нагорной улице была малоэтажной. В 2022 году опубликован проект «комплексного развитии территории», по которому квартал между Советской улицей и Ташкентским переулком предназначен к новой застройке, а дома № 205, 207 и 209 по ул. Нагорной, а также детский сад (дом 203а) будут снесены.